# Classe Teresa Magbanua
La classe Teresa Magbanua est une classe de patrouilleurs construits pour la Garde côtière philippine (PCG). La classe est basée sur la conception de la classe Kunigami des Garde-côtes du Japon.
Les navires portent le nom d’héroïnes des Philippines : le navire de tête, le BRP Teresa Magbanua, porte le nom d’une héroïne des mouvements de résistance successifs contre les forces d’occupation espagnoles, américaines et japonaises. Les patrouilleurs de classe Teresa Magbanua sont officiellement classés comme des navires d’intervention multirôles (MRRV).

## Design et fonctionnalités
Les patrouilleurs originaux de classe Kunigami n’ont pas de hangar et ont une seule cheminée centrale sur lequel deux bateaux semi-rigides sont placés, un de chaque côté. Un troisième bateau et sa grue de mise à l’eau et de récupération sont placés derrière eux. La classe Teresa Magbanua a été modifiée pour avoir des cheminées séparées (une sur bâbord et une sur tribord) afin de créer plus d’espace pour un hangar central, ce qui a conduit à déplacer chacun des deux RHIB à côté de ce hangar. Ainsi, l’espace occupé par le troisième bateau et sa grue de mise à l’eau et de récupération a fini par être supprimé.
Successeurs des deux premiers navires de la classe Kunigami (1er lot commandé), les six patrouilleurs de classe Iwami, leurs cheminées séparées sont placées près des bords du navire, préservant ainsi ces espaces latéraux ouverts comme c’est le cas pour la classe Kunigami. Le pont avant et arrière de la classe Kunigami est occupé par un canon à six tubes de type M61 Vulcan de 20 mm sur un affût JM61-RFS sur les navires plus anciens, ou un canon à tir rapide à tube unique Mk44 Bushmaster II de 30 mm sur les navires ultérieurs. Les navires de la classe Teresa Magbanua ont également la même disposition, mais pas de canons, car la loi japonaise interdirait l’exportation de telles armes.
La classe Teresa Magbanua est conçue avec un système de propulsion électrique à basse vitesse en option pour économiser le carburant. Cette caractéristique est cruciale en tant que mesure proactive contre les fluctuations des cours du pétrole et leur augmentation continue. De plus, l’économie de carburant équivaut à une réduction de l’utilisation du pétrole, les Philippines étant engagés par l’Accord de Paris sur le climat de la COP21. Une telle contribution était déjà illustrée par leur navire de patrouille de classe Gabriela Silang tout en aluminium de 84 mètres. Enfin, l’une des principales tâches de la Garde côtière philippine est justement la protection de l'environnement.
La classe utilise des véhicules sous-marins téléopérés (ROV) pour la surveillance sous-marine. Outre les missions de recherche et de sauvetage sous-marines, ils seront également utiles pour intercepter des submersibles naviguant près de la surface de la mer et transportant de la drogue ou d’autres articles de contrebande. Cela inclut les navires dont les francs-bords et les superstructures sont si bas que les radars marins 2D habituels, les caméras (optique, infrarouge, vision nocturne) et autres capteurs orientés vers la recherche de surface auront du mal à les détecter. En général, ces ROV serviront de multiplicateurs de force en soutien à la marine pour étendre la connaissance globale du domaine sous-marin des Philippines à toute cible sous-marine détectable. La Garde côtière philippine a précisé que les navires sont conçus pour des missions de maintien de l’ordre, des missions environnementales et humanitaires, ainsi que des opérations de sécurité maritime et de patrouille.
Selon la Garde côtière philippine (PCG), les MRRV ont une longueur de 96,6 mètres, une vitesse maximale d’au moins 24 nœuds (44 km/h) et un équipage de 67 personnes. Ils sont équipés de deux moteurs Diesel de 8900 ch (6600 kW).
Les 2 Diesels de la classe signifient que 2 Diesels plus gros doivent égaler la même puissance que 4 Diesels plus petits, c’est-à-dire une configuration CODAD à 4 moteurs, comme celle des frégates de la classe Jose Rizal. Plus le moteur Diesel est gros, plus il est économe en carburant, donc encore une fois, moins de consommation de carburant. Cependant, l’efficacité maximale du Diesel n’est utilisée qu’à 75% à 85% de sortie, mais les navires ne fonctionnent pas toujours à leur vitesse maximale. Et bien qu’un moteur Diesel puisse encore être efficace à 50% de sa puissance, il s’agit toujours d’une efficacité réduite. Il est inefficace en dessous de cette puissance, quand le navire fonctionne à basse vitesse, alors que la configuration CODAD à 4 moteurs est meilleure dans ces situations puisque des Diesels plus petits signifient utiliser plus de puissance pour compenser leur puissance inférieure. Cependant, la classe Magbanua est équipée d’un moteur électrique pour faire face à ces situations, ce qui est encore plus économe en carburant par rapport aux Diesels plus petits que l’on trouve sur la configuration CODAD.
L’hélisurface et le hangar des MRRV peuvent accueillir les hélicoptères Airbus Helicopters H145 (désignation précédente : Eurocopter EC145-T2) du PCG. Les navires disposent également d’un caisson hyperbare pour ceux qui ont le mal de la plongée et d’une salle de survivants qui peut accueillir ceux qui seront secourus. De plus, ils seront équipés d’un système de communication maritime intégré connu sous le nom de NAVICS, qui sera fourni par Rohde & Schwarz en collaboration avec NTT.

## Planification et financement du projet
Les navires sont acquis dans le cadre du projet d’acquisition de navires d’intervention multirôles de 94 mètres de la Garde côtière philippine, qui fait à son tour partie de la phase II du projet d’amélioration des capacités de sécurité maritime de la Garde côtière philippine et du ministère des Transports (DOTr). Le projet a été financé par le prêt d’aide publique au développement (APD) de l’Agence japonaise de coopération internationale (JICA), la JICA fournissant 16 455 000 000 yens, tandis que le gouvernement philippin prendra en charge 1 218 000 000 Pesos philippins de la valeur totale du projet.
Des constructeurs navals japonais ont été présélectionnés par le DOTr, parmi lesquels Japan Marine United Co., Mitsubishi Shipbuilding Co. Ltd. et Mitsui Engineering & Shipbuilding. Mitsubishi Shipbuilding a remporté l’appel d'offres face à d’autres constructeurs navals japonais avec une offre de 14 550 000 000 Y.
Selon les modalités du projet, les MRRV seront utilisées par la PCG aux fins suivantes :
- Navires de sauvetage primaires dans les zones de responsabilité des districts du PCG, lorsque l’étendue de la catastrophe dépasse la capacité des ressources flottantes déployées dans la zone ;
- Assistance à la lutte contre la pollution par les hydrocarbures et à la protection du milieu marin ;
- Application des lois maritimes dans la zone de responsabilité désignée, en particulier en ce qui concerne la pêche illégale et les patrouilles en mer ;
- Plate-forme d’intervention rapide lors des opérations de secours dans la région ;
- Transport de personnel et soutien logistique.

Le 9 novembre 2023, la NEDA a publié une déclaration indiquant que la phase 3 du projet d’amélioration des capacités de sécurité maritime de la Garde côtière philippine avait été acceptée. Il prévoit cinq navires d’intervention polyvalents supplémentaires, avec un soutien logistique intégré de cinq ans, dans le cadre d’un contrat de 29,3 milliards de PHP, financé par un prêt d’aide publique au développement (APD) du Japon.
Le 17 mai 2024, le secrétaire aux Affaires étrangères philippin Enrique Manalo et l’ambassadeur du Japon aux Philippines Kazuya Endo ont signé un accord de prêt à faible taux d'intérêt pour la fourniture à la Garde côtière philippine de cinq patrouilleurs supplémentaires,.

## Construction et lancement
La cérémonie de découpe de la première tôle d’acier pour le premier navire de la classe, le BRP Teresa Magbanua (MRRV-9701), a eu lieu le 18 décembre 2020. Le navire a été lancé le 26 juillet 2021. Le BRP Teresa Magbanua a subi des essais en mer jusqu’à la fin de l’année 2021 et a mis le cap sur Manille en mars 2022.
La construction du deuxième navire de la classe a commencé en 2021 et il est parti pour Manille en mai 2022. Il a terminé ses essais en mer en février 2022.

## Navires de la classe
| Numéro de coque | Nom                 | Constructeur                                                             | Lancement        | Livraison       | Mise en service | Statut |
| --------------- | ------------------- | ------------------------------------------------------------------------ | ---------------- | --------------- | --------------- | ------ |
| MRRV-9701       | BRP Teresa Magbanua | Mitsubishi Shipbuilding Company Limited, chantiers navals de Shimonoseki | 26 juillet 2021  | 26 février 2022 | 6 mai 2022      | Actif  |
| MRRV-9702       | BRP Melchora Aquino | Mitsubishi Shipbuilding Company Limited, chantiers navals de Shimonoseki | 18 novembre 2021 | 1er juin 2022   | 12 juin 2022    | Actif  |